# John Morrison, 1. Baron Margadale
John Granville Morrison, 1. Baron Margadale (* 16. Dezember 1906; † 25. Mai 1996) war ein britischer Grundbesitzer und Politiker. Als Angehöriger der Conservative Party war er Mitglied des House of Commons von 1942 bis 1965 und errang Prominenz durch seine langjährige Arbeit als Vorsitzender des 1922-Komitee.

## Leben
Morrison wurde in eine traditionsreiche Familie von Politikern geboren. Sein Vater, Hugh Morrison (1868–1931) war ein konservativer Politiker gewesen; seine Mutter, Lady Mary Leveson-Gower, war die Tochter von Granville George Leveson-Gower, 2. Earl Granville, der ein langjähriges Kabinettsmitglied mehrerer liberaler Regierungen gewesen war.
Morrison wurde am Eton College und am Magdalene College der Cambridge ausgebildet. Im Oktober 1928 heiratete er Margaret Smith, die Tochter von Frederick Smith, 2. Viscount Hambleden. Gemeinsam hatten sie in der Folge vier Kinder:  James Morrison, 2. Baron Margadale (1930–2003), Sir Charles Andrew Morrison (1932–2005), Dame Mary Anne Morrison, GCVO (geboren 1937), und Sir Peter Morrison (1944–1995).
1938 wurde Morrison zum High Sheriff of Wiltshire berufen. Im Zweiten Weltkrieg diente er zunächst als Mitglied der Royal Wiltshire Yeomanry und zog 1942 für den Wahlkreis Salisbury als Nachfolger des verstorbenen James Archibald St. George Fitzwarenne Despencer Robertson in das Unterhaus ein und behielt diesen Sitz bis 1965.
Morrison diente von 1955 bis 1964 als Vorsitzender des 1922-Komitee, der maßgeblichen Versammlung von Hinterbänklern der Tories. In dieser Funktion war er zweimal an der Nachfolgeregelung scheidender Premierminister beteiligt. Nach dem Rücktritt von Anthony Eden 1957 gab er dem Schatzkanzler Harold Macmillan den Vorzug vor dessen Konkurrenten Rab Butler; 1963, nach Macmillans Rücktritt, sprach er sich erneut gegen Rab Butler aus, als in einem komplizierten Vorgang schließlich Alec Douglas-Home zum neuen Premierminister gewählt wurde. 
1965 wurde Morrison in Anerkennung seiner politischen und öffentlichen Dienste als Baron Margadale, of Islay in the County of Argyll in die Peerage erhoben. Von 1969 bis 1981 diente er zudem auch als Lord Lieutenant of Wiltshire. Seine Frau, Lady Margadale, verstarb 1980. Nach seinem Tod im Jahre 1996 erbte sein ältester John James seinen Titel. Seine beiden jüngeren Söhne dagegen wurden ebenfalls Politiker in der Conservative Party.